# Wiktor Wielkopolanin-Nowakowski

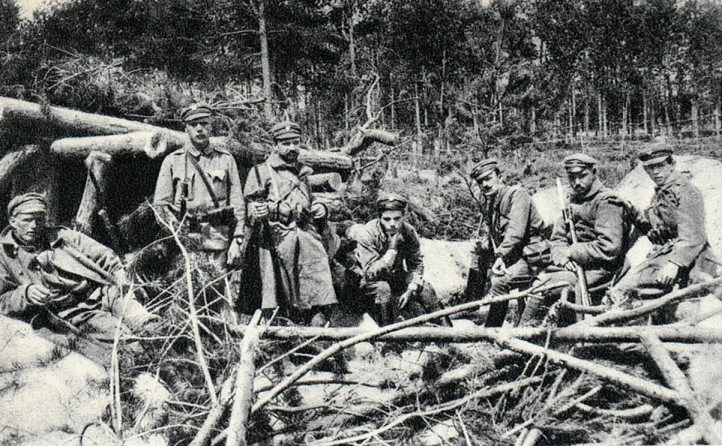
Placówka por. Wielkopolanina pod Optową. Rok 1916.

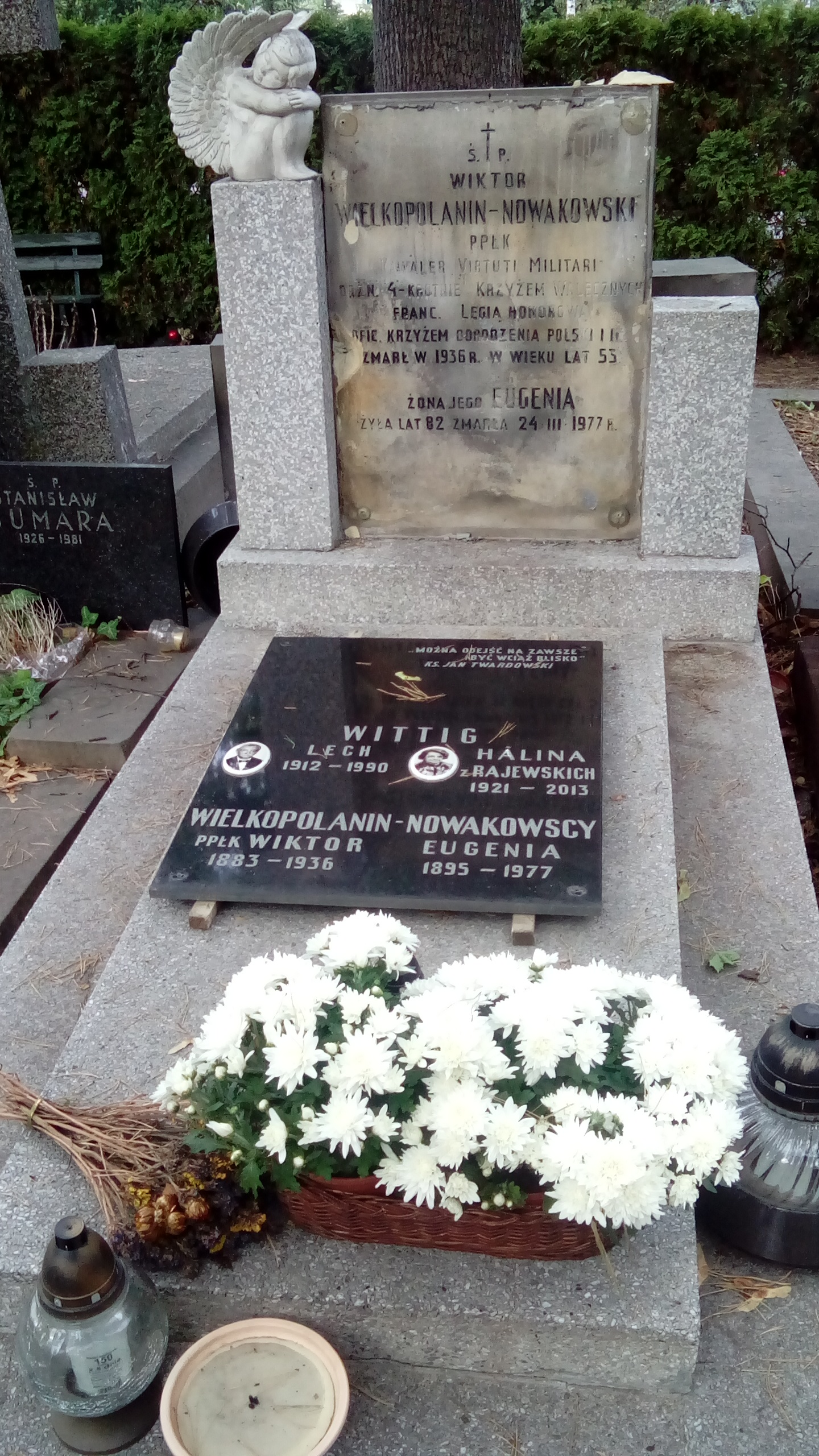
Grób na Cmentarzu Wojskowym na Powązkach

Wiktor Wielkopolanin-Nowakowski vel Wiktor Pokrywka (ur. 15 października 1882 w Poznaniu, zm. 4 kwietnia 1936 w Warszawie) – podpułkownik piechoty Wojska Polskiego, działacz niepodległościowy, kawaler Orderu Virtuti Militari.

## Życiorys
Ukończył 6 klas gimnazjum w Poznaniu, maturę zdał w Gimnazjum oo. Zmartwychwstańców w Krakowie. Przez następne dwa i pół roku uczył się w seminarium duchownym. W latach 1904–1905 odbył służbę w niemieckim pułku artylerii polowej. W 1912 roku został członkiem Związku Strzeleckiego w Krakowie. Ukończył kurs oficerski .
W czasie I wojny światowej walczył w szeregach I Brygady Legionów Polskich. Był oficerem 5 pułku piechoty. 2 lipca 1915 roku awansował na porucznika. Po kryzysie przysięgowym w 1917 roku w Polskiej Organizacji Wojskowej na terenie okręgu kieleckiego i lubelskiego. 
Od listopada 1918 w Wojsku Polskim. Organizował i objął dowództwo I batalionu Chełmskiego Pułku, który później został przemianowany na 35 pułk piechoty. 20 maja 1920 roku przejął od podpułkownika Mieczysława Ryś-Trojanowskiego dowództwo 35 pp.
Po zakończeniu wojny z bolszewikami zweryfikowany został w stopniu podpułkownika ze starszeństwem z dniem 1 czerwca 1919 roku i 162. lokatą w korpusie oficerów zawodowych piechoty. Obowiązki dowódcy 35 pułku piechoty w Brześciu pełnił ponad pięć lat. 22 grudnia 1925 roku został przydzielony do dowództwa 26 Dywizji Piechoty w Skierniewicach na stanowisko oficera przysposobienia wojskowego. 23 maja 1927 roku otrzymał przydział do Komendy Miasta Lwów na stanowisko komendanta. Z dniem 1 lutego 1928 roku został przeniesiony w stan nieczynny na okres 32 miesięcy. W 1928 roku był komisarzem rządowym w Tarnopolu, a następnie pełnił służbę w Straży Granicznej, w której od 22 stycznia 1929 roku do 7 maja 1930 roku był kierownikiem Wielkopolskiego Inspektoratu Okręgowego w Poznaniu. Z dniem 31 października 1930 roku został przeniesiony w stan spoczynku . Pochowany na Cmentarzu Wojskowym na Powązkach w Warszawie (kwatera A5-6-13).

## Awanse[2]
- podporucznik (1914)
- porucznik (1915)
- kapitan (1918)
- major (1920)
- podpułkownik (1920)

## Ordery i odznaczenia
- Krzyż Srebrny Orderu Wojskowego Virtuti Militari – 1921[10]
- Krzyż Niepodległości – 17 września 1932 „za pracę w dziele odzyskania niepodległości”[11]
- Krzyż Oficerski Orderu Odrodzenia Polski – 27 listopada 1929 „za zasługi na polu pracy niepodległościowej”[12]
- Krzyż Walecznych czterokrotnie (po raz 2, 3 i 4 w 1921[13])
- Odznaka „Za wierną służbę”
- Krzyż Kawalerski francuskiego Orderu Narodowego Legii Honorowej